# Falsopedilus elongatus
Falsopedilus elongatus es una especie de coleóptero de la familia Mycteridae.

## Distribución geográfica
Habita en África.